# Cerambyx
Cerambyx is een kevergeslacht uit de familie van de boktorren (Cerambycidae). De wetenschappelijke naam van het geslacht werd voor het eerst geldig gepubliceerd in 1758 door Linné.

## Soorten
Cerambyx omvat de volgende soorten:
- Cerambyx lativitta Newman, 1850
- Cerambyx subserratus Newman, 1850
- Cerambyx apiceplicatus Pic, 1941
- Cerambyx carbonarius Scopoli, 1763
- Cerambyx carinatus (Küster, 1845)
- Cerambyx castaneus Voet, 1778
- Cerambyx cerdo Linnaeus, 1758
- Cerambyx clavipes Forster, 1771
- Cerambyx dux (Faldermann, 1837)
- Cerambyx elbursi Jurecek, 1924
- Cerambyx fasciatus Voet, 1778
- Cerambyx ferrugineus Goeze, 1777
- Cerambyx heinzianus Demelt, 1976
- Cerambyx juvencus Linnaeus, 1767
- Cerambyx lucidus Olivier, 1790
- Cerambyx miles Bonelli, 1823
- Cerambyx multiplicatus Motschulsky, 1859
- Cerambyx nodulosus Germar, 1817
- Cerambyx paludivagus (Lucas, 1842)
- Cerambyx petechizans Voet, 1778
- Cerambyx praepes Voet, 1778
- Cerambyx pullus Newman, 1851
- Cerambyx quadripunctatus Fabricius, 1801
- Cerambyx rufus Voet, 1806
- Cerambyx scopolii Füessly, 1775
- Cerambyx surinamensis Voet, 1778
- Cerambyx tau Frölich, 1792
- Cerambyx umbraticus Olivier, 1795
- Cerambyx welensii (Küster, 1845)